# Acelerador financiero

Países afectados por la crisis financiera de 2007-2008. Cuanto más rojo, más afectados.

El acelerador financiero en macroeconomía es el proceso mediante el cual un choque económico adverso puede verse amplificado por el empeoramiento de las condiciones del mercado financiero.

## Mecanismo del acelerador financiero
El vínculo entre la economía real y el mercado financiero surge de la necesidad que tienen las empresas de contar con financiación externa para aprovechar oportunidades de inversión física. Es probable que los prestamistas (bancos) tengan poca información sobre la fiabilidad de un determinado prestatario (empresa). Esto se llama información asimétrica. Por esta razón, generalmente exigen que los prestatarios demuestren su capacidad de pago, a menudo exigiendo garantías reales sobre los activos de la empresa. De este modo, la capacidad de endeudamiento de las empresas depende esencialmente del valor de mercado de su patrimonio neto. 
1. Si se produce una caída de los precios de los activos, se deterioran los balances de las empresas y su patrimonio neto.
2. El consiguiente deterioro de su capacidad de endeudamiento tiene un impacto negativo en su inversión.
3. La disminución de la actividad económica reduce aún más los precios de los activos, lo que genera un ciclo de retroalimentación de caída de estos precios, deterioro de los balances, endurecimiento de las condiciones de financiación y disminución de la actividad económica.

Este círculo vicioso se llama acelerador financiero. Se trata de un bucle de retroalimentación financiera que, a partir de un pequeño cambio en los mercados financieros, es, en principio, capaz de producir un gran cambio en las condiciones económicas.

## Historia de la aceleración en la macroeconomía
El marco del acelerador financiero ha sido ampliamente utilizado en muchos estudios durante los años 1980 y 1990, especialmente por Bernanke, Gertler y Gilchrist, pero el término “acelerador financiero” ha sido introducido en la literatura macroeconómica en el artículo de 1996 firmado por estos 3 economistas. La motivación de este artículo fue el viejo enigma de que las grandes fluctuaciones en la actividad económica agregada a veces parecen surgir de choques aparentemente pequeños, lo que hace sospechar de la existencia de un mecanismo acelerador. Argumentan los 3 que el acelerador financiero resulta de cambios en las condiciones del mercado crediticio, que afectan los costos intrínsecos de endeudarse y prestar asociados con información asimétrica.
El principio de aceleración, es decir, la idea de que pequeños cambios en la demanda pueden producir grandes cambios en la producción, es un fenómeno antiguo que se ha utilizado desde principios del siglo XX. Aunque el artículo de Aftalion de 1913 parece ser la primera aparición del principio de aceleración, la esencia de esta teoría se podía encontrar en algunos otros estudios anteriores.
Como ejemplo bien conocido de la visión tradicional de la aceleración, Samuelson (1939) sostiene que un aumento en la demanda, por ejemplo en el gasto gubernamental, conduce a un aumento en el ingreso nacional, que a su vez impulsa el consumo y la inversión, acelerando la actividad económica. Como resultado, el ingreso nacional aumenta aún más, multiplicando el efecto inicial del estímulo al generar esta vez un círculo virtuoso.
Las raíces de la visión moderna de la aceleración se remontan a Fisher (1933). En su obra fundamental sobre deuda y deflación, que intenta explicar los orígenes de la Gran Depresión, estudia un mecanismo de espiral descendente en la economía inducida por el sobreendeudamiento y reforzada por un ciclo de liquidación de deuda, deflación de precios de activos y bienes, deterioro del patrimonio neto y contracción económica. Su teoría fue descartada en favor de la economía keynesiana en ese momento.
Recientemente, con la creciente opinión de que las condiciones del mercado financiero son de gran importancia para impulsar los ciclos económicos, el marco del acelerador financiero ha revivido, vinculando las imperfecciones del mercado crediticio a las recesiones como fuente de un mecanismo de propagación. Muchos economistas creen hoy que el marco del acelerador financiero describe bien muchos de los vínculos financieros-macroeconómicos que sustentan la dinámica de la Gran Depresión y la crisis de las hipotecas subprime.

## Un marco teórico sencillo
Hay varias maneras de teorizar el acelerador financiero. Una de ellas, adoptada en los influyentes trabajos de Bernanke, Gertler y Gilchrist (1996), o de Kiyotaki y Moore (1997), es centrarse en los problemas de principal y agente en los mercados de crédito
La visión principal-agente de los mercados de crédito se refiere a los costos (costos de agencia) asociados con el endeudamiento y el préstamo debido a la información imperfecta y asimétrica entre prestamistas (principales) y prestatarios (agentes). Los prestamistas no pueden acceder sin costo a la información sobre oportunidades de inversión (rentabilidad del proyecto), características (solvencia) o acciones (comportamiento de toma de riesgos) de los agentes. Estos costos de agencia caracterizan 3 condiciones que dan lugar a un acelerador financiero:
1. La financiación externa (deuda) es más costosa que la interna (capital), a menos que esté totalmente garantizada, con lo cual los costos de agencia desaparecen como resultado del reembolso total garantizado.
2. La prima sobre la financiación externa aumenta con la cantidad de financiación requerida, pero dada una cantidad fija de financiación requerida, la prima varía inversamente con el patrimonio neto del prestatario, que indica la capacidad de pago.
3. Una caída en el patrimonio neto del prestatario reduce la base de financiación interna y aumenta la necesidad de financiación externa, incrementando al mismo tiempo su costo.

De esta forma, en la medida en que el patrimonio neto se ve afectado por un choque negativo, el efecto inicial de este choque se amplifica debido a la disminución de las actividades de inversión y producción como resultado de la crisis crediticia.
El siguiente modelo ilustra las ideas anteriores de manera sencilla:
Consideremos una empresa que posee activos líquidos, como efectivo (C) y activos ilíquidos pero que pueden utilizarse como garantía, como terrenos (A). Para producir el resultado (Y), la empresa utiliza insumos (X). 
Supongamos que la empresa necesita pedir prestado (B) para financiar los costos de los insumos. Supongamos para simplificar que la tasa de interés es cero. Supongamos también que A puede venderse a un precio de P por unidad después de la producción y que el precio de X se normaliza a 1. Por lo tanto, la cantidad de X que la empresa puede comprar es igual a sus tenencias de efectivo más el préstamo.
{\displaystyle X=C+B}
Supongamos ahora que es costoso para el prestamista embargar la producción Y de la empresa en caso de que no le paguen su préstamo según lo acordado. Sin embargo, la propiedad de los terrenos A puede transferirse al prestamista si el prestatario incumple sus obligaciones. De esta manera, los terrenos sirven como garantía (collateral). En este caso, los fondos disponibles para la empresa estarán limitados por el valor del activo ilíquido A, que viene dado por
{\displaystyle B\leq PA}
Esta restricción de endeudamiento genera a su vez un límite de viabilidad para la compra de X
{\displaystyle X\leq C+PA}
De esta manera, el gasto en insumos está limitado por el patrimonio neto de la empresa. Si el patrimonio neto de la empresa es menor que la cantidad deseada de X, la restricción de endeudamiento será vinculante y el insumo de la empresa será limitado, lo que también restringe su producción.
Como se puede ver a partir de la restricción de viabilidad, el patrimonio neto del prestatario puede reducirse por una disminución en las tenencias iniciales de efectivo C o en los precios de los activos P. Por lo tanto, un choque adverso que afecte al patrimonio neto de una empresa (por ejemplo, una disminución inicial en los precios de los terrenos) deteriora su balance al limitar su endeudamiento y desencadena una serie de caídas de los precios de los activos, caída del patrimonio neto, deterioro de los balances, caída del endeudamiento (y, por lo tanto, de la inversión) y caída de la producción. La disminución de la actividad económica repercute en una caída de la demanda de activos y de sus precios, lo que genera un círculo vicioso.

## Pérdidas de bienestar e intervención estatalː un ejemplo de la crisis de las hipotecas de alto riesgo
La crisis de las hipotecas de alto riesgo tuvo considerables efectos en el bienestarː pérdidas relativamente pequeñas en activos de alto riesgo desencadenaron grandes reducciones en la riqueza, el empleo y la producción. Como afirma Krishnamurthy (2010), las pérdidas directas debidas al impago de hipotecas de alto riesgo por parte de los hogares se estiman en 500 000 millones de dólares como máximo, pero las pérdidas de la economía mundial fueron más de 4 veces superiores.
Para evitar enormes pérdidas de bienestar, los gobiernos pueden intervenir en los mercados financieros y poner en práctica políticas que mitiguen los efectos del choque financiero inicial. Desde la perspectiva del mercado crediticio, una posible política es romper el vínculo entre el patrimonio neto del prestatario y su capacidad de endeudamiento, como se muestra en las fórmulas anteriores.
Hay varias formas de impedir que actúe un acelerador financiero. Una de ellas es revertir la caída de los precios de los activosː cuando los precios de los activos caen por debajo de cierto nivel, el Estado puede comprarlos a esos precios, aumentando la demanda y deteniendo su depreciación. Es lo que se hizo en España para mitigar los efectos del estallido de la burbuja inmobiliariaː la SAREB (el banco malo) compró miles de millones de euros en activos dudosos para detener el deterioro de los balances bancarios. En 2008 y 2009 la Reserva Federal estadounidense se dedicó a comprar instrumentos financieros respaldados por hipotecas que se encontraban a precios de mercado inusualmente bajos. Los precios de los activos respaldados elevan el patrimonio neto de los prestatarios, relajando los límites de endeudamiento y estimulando la inversión.

## Acelerador financiero en economías abiertas
El acelerador financiero también existe en las crisis de los mercados emergentes, en el sentido de que los choques adversos a una economía pequeña y abierta pueden verse amplificados por el empeoramiento de las condiciones del mercado financiero internacional. Ahora bien, el vínculo entre la economía real y los mercados financieros internacionales surge de las necesidades de endeudamiento internacional: la de las empresas para aprovechar oportunidades de inversión y producción, la de los hogares para suavizar el consumo cuando se enfrentan a la volatilidad del ingreso, o incluso la de los gobiernos para obtener préstamos de fondos internacionales.
Los agentes de una economía emergente a menudo necesitan financiación externa, pero las fricciones informativas o un compromiso limitado pueden limitar su acceso a los mercados internacionales de capital. La información sobre la capacidad y la voluntad de un prestatario de pagar su deuda es imperfectamente observable, por lo que la capacidad de endeudamiento suele ser limitada. El monto y las condiciones del endeudamiento internacional dependen de muchas condiciones, como el historial crediticio, el riesgo de incumplimiento, la volatilidad del producto, el riesgo país, el patrimonio neto, el valor de los activos susceptibles de constituirse en garantía real (garantizables) y el monto de los pasivos pendientes.
Un choque inicial en la productividad, en la tasa de interés mundial o en la prima de riesgo país puede llevar a una “parada repentina” de las entradas de capital que bloquee la actividad económica e incremente el ritmo de desaceleración. O la conocida historia de la “deflación de la deuda”, que amplifica los efectos adversos de un choque en los precios de los activos cuando los agentes están altamente endeudados y el valor de mercado de sus activos garantizables se desinfla sustancialmente.